# Mlabri
I mlabri (in thai มลาบรี), detti anche yumbri o ma ku, sono un gruppo etnico che fa parte del ramo khmuico dei mon khmer, popolazioni di lingua austroasiatica stanziatesi nel sudest asiatico. Secondo stime del 2009, i membri dell'etnia variano da 500 a 600 individui che vivono nelle aree del confine settentrionale tra il Laos e la Thailandia. La parola mlabri nella loro stessa lingua e nella lingua dei khmu significa gente della foresta (mla=persona e bri=foresta). Non amano questo termine con cui sono chiamati, sinonimo di selvatico, e preferiscono essere chiamati semplicemente mla.

## Origini
Dato il secolare isolamento nei boschi e la mancanza di fonti scritte, poco si sa di questa etnia. In una leggenda tramandata nella tradizione orale di una tribù vicina molto affine ai mlabri, i tin prai, diversi secoli fa questi ultimi punirono due bambini mandandoli in una zattera lungo il torrente, questi sopravvissero nella foresta e divennero i capostipiti dei mlabri. Studi genetici e linguistici stimano che la formazione di questa etnia sia avvenuta tra i 500 ed i 1000 anni fa dalla scissione di una tribù linguisticamente correlata ai mlabri, probabilmente gli stessi tin.

## Stile di vita
Vivono alla maniera nomade in parti sperdute delle foreste sotto a dei rudimentali ripari fatti con foglie di banana, non appena queste ingialliscono le abbandonano e si trasferiscono ed è per questo che sono chiamati anche spiriti della foglia gialla (in lingua thai: ผีตองเหลือง, in lingua lao: ຜີຕອງເຫລືອງ, traslitterato: Phi Tong Luang). Non amano questo nome e preferiscono essere chiamati il popolo della foglia gialla. Condividono questa usanza e questo nome con i krii, un'altra etnia presente in Laos, Thailandia e Vietnam, che vengono chiamati schiavi della foglia gialla (traslitterato dal lao e dal thai: Kha Tong Luang). Questi ultimi fanno parte del ramo vietico dei mon khmer e non sono correlati ai mlabri.
Vivono di caccia e raccolta e di solito si spostano ogni una o due settimane, a seconda del tempo che ci vuole per sfruttare l'area circostante al riparo.
Quando cacciano non usano le trappole ed attirano le prede con del cibo finendole con delle lance. Altra fonte di sostentamento sono le bacche ed altri frutti selvatici che raccolgono nella foresta.

## Primi contatti col mondo esterno
I mlabri si sono sempre tenuti lontani dalle altre realtà, scegliendo di vivere confinati nella foresta e venivano visti solo in sporadiche occasioni. Uno dei primi contatti con gli occidentali avvenne durante una spedizione scientifica del 1938, il resoconto di tale incontro è documentato nel libro "The Spirits of the Yellow Leaves" di Hugo Bernatzik (vedi nella bibliografia).
Con la deforestazione degli ultimi decenni, la carenza di selvaggina li ha spinti allo scoperto e hanno dovuto cambiare stile di vita. Non avendo mai praticato l'agricoltura non erano in grado di coltivare campi propri, e han finito per accettare lavori sottopagati di manovalanza per conto di altre tribù, soprattutto quella dei hmong. Sono sfruttati anche dalle agenzie di viaggi che si arricchiscono portando i turisti a vederli nei costosi trekking nella giungla.

## Integrazione con la società moderna
All'inizio degli anni ottanta un giornalista thai, il signor Boonyuen, impietosito dalle pessime condizioni di vita dei mlabri nei villaggi hmong, ne ha radunato una comunità nel villaggio Ban Boon Yuen, moo 13, tambon Vieng, distretto di Rongkwang, in provincia di Phrae. In seguito si è trasferito nel villaggio anche un missionario protestante americano, il reverendo Long, la cui organizzazione ha provveduto a scolarizzarli, a insegnargli dei lavori, e negli ultimi anni ha finanziato l'avvio di una fortunata produzione di amache che vengono esportate in 17 paesi del mondo e che ha loro garantito un livello di vita dignitoso.
Questa comunità, che nel 2007 contava 200 individui, ha intrapreso un programma di ri-forestazione delle aree circostanti, coltiva il proprio riso e ha costruito un mulino per macinarlo; da qualche anno i mlabri presenti a Ban Boon Yueng hanno ricevuto la cittadinanza thailandese. Malgrado gli sforzi del missionario, nessuno di loro si è convertito ed hanno continuato a professare il loro credo animista.

## Lingua
I mlabri parlano la propria lingua che è di origine mon khmer e fa parte delle lingue austroasiatiche nel sottogruppo delle lingue khmuiche insieme a quelle tin, khao, khmu e xinh mun. Per questioni di sopravvivenza hanno imparato anche la lingua hmong ed il thai settentrionale. Negli ultimi anni stanno cercando di scrivere la propria lingua con l'alfabeto thai allo scopo di tramandare le proprie tradizioni.